# Francisco Nappa
Francisco Nappa – maltański piłkarz wodny, olimpijczyk.
W 1928 roku wystąpił wraz z drużyną na igrzyskach olimpijskich w Amsterdamie (były to jego jedyne igrzyska olimpijskie). Podczas tego turnieju zagrał w trzech spotkaniach na pozycji bramkarza. W 1/8 finału grał przeciwko reprezentacji Luksemburga (pierwsze spotkanie Malty na igrzyskach). Maltańczycy wygrali ten pojedynek 3–1. Dwa następne mecze Maltańczycy wysoko przegrali i nie zdobyli olimpijskich medali (odpowiednio: 0–16 z Francją i 0–10 ze Stanami Zjednoczonymi). Nappie strzelono więc łącznie 29 goli.